# 주라트비아 대한민국 대사관
주라트비아 대한민국 대사관(라트비아어: Korejas Republikas vēstniecība Latvijas Republikā)은 2019년에 라트비아 리가에 개설된 대한민국 외교부 소속의 대사관이다.

## 역사
대한민국과 라트비아는 라트비아가 소련으로부터 독립한 직후인 1991년 10월 22일에 대사급 외교 관계를 맺었으나, 양국간 외교 관계 및 수요가 적어 상주 공관은 마련되지 않았다. 라트비아 정부에서는 대한민국 주재 공관 개설 이전까지 주일본 라트비아 대사관이 대한민국을 겸임해 왔고, 대한민국 정부에서도 라트비아 주재 공관 개설 이전까지 주스웨덴 대한민국 대사관이 라트비아를 겸임해 왔다.
대한민국은 2013년 12월 2일에 주라트비아 대사관 리가 분관을 개설하고 2019년 3월에 주라트비아 대한민국 대사관으로 승격하였다. 라트비아 측에서는 2015년 9월에 발트 3국 중 최초로 주한 라트비아 대사관을 개설하였다.

## 역대 공관장
| 초대 대사 | 한성진 | 2019.11.11 – 2023.1.3 |
| 2대 대사  | 이동규 | 2023.1.19 – 2025.1.31 |
| 3대 대사  | 김종한 | 2025.2.3 -            |

## 연혁
- 2019년 대사관 개설[4]

## 같이 보기
- 대한민국-라트비아 관계
- 주한 라트비아 대사관